# Чемпионат Москвы по футболу 1919 (осень)
Чемпионат Москвы по футболу 1919 (осень) стал ХIII первенством, организованным Московской футбольной лигой (МФЛ).
Турнир главных команд (Класс «А») носил название Кубок Фульда.
к
Чемпионом впервые стал клуб КФ «Сокольники».

## Организация и проведение турнира
Перед началом первенства комитет МФЛ уведомил клубы, что все матчи будут проведены на московских стадионах «по случаю весьма затруднительного передвижения по железным дорогам», что исключило из числа участников КС «Орехово», «Чухлинка-Шереметьевский» КС и другие немосковские клубы. В результате в классе «А» остались шесть клубов: вместо расформированного «Новогиреево» и выбывшего в класс «Б» «Физического воспитания» впервые в осеннем первенстве выступил клуб «Мамонтовка».
Каждый из клубов мог выставить по три команды (всего на старт вышли шесть I и II, и пять III команд), участвовавших в розыгрыше традиционных кубков (Фульда, Вашке и Миндера).
В классе «Б» выступали также 6 клубов, выставившие шесть I и пять II команд. Они разыграли кубок Мусси (турнир для первых команд) и турнир для вторых команд.
Таким образом, всего на пяти соревновательных уровнях приняли участие 28 команд, представлявшие 12 клубов.
По итогам первенств предусматривался обмен между классами: неудачник класса «А» и победитель класса «Б» должны были провести матч за право участия на будущий сезон в классе «А».
На высшем уровне (I команды класса «А») участвовали 6 команд
- КФ «Сокольники»
- «Замоскворецкий» КС
- СК «Замоскворечье»
- ОЛЛС
- «Мамонтовка»
- «Сокольнический» КЛ

## Ход турнира (I команды класса «А»)
Чемпионат стартовал 3 августа. Игры прошли в два круга.
Как и в весеннем первенстве, борьбу за чемпионство вели «Замоскворецкий» КС и КФ «Сокольники» (основу которого составляли бывшие игроки расформированного «Новогиреево»). В первом круге обе команды обыграли всех соперников, а в личной встрече ЗКС одержал уверенную победу — 6:1. Но во втором круге победы лидеру начали даваться непросто (настоящий бой дал аутсайдер «Сокольнический» КЛ, хотя и уступил в итоге 2:4), а команда ОЛЛС сумела удержать безголевую ничью. Перед повторной очной встречей лидеров КФС отставал всего на очко и победа практически гарантировала ему первенство. Этот матч игрался дважды: в первом матче при счете 2:1 в пользу ЗКС бурные протесты последних по поводу назначения в их ворота пенальти привели, в конечном итоге, к срыву матча. В переигровке КФС весьма удачно провел первый тайм и повел 3:0; перехвативший во втором тайме инициативу соперник сумел отыграть лишь два мяча — 3:2. Чемпионом столицы впервые стал КФ «Сокольники».

### Турнирная таблица
| № | Команды             | 1       | 2       | 3       | 4       | 5       | 6       | В | Н | П  | М       | О  |
| - | ------------------- | ------- | ------- | ------- | ------- | ------- | ------- | - | - | -- | ------- | -- |
|   | КФ «Сокольники»     |         | 3:2 1:6 | 6:1 8:3 | 4:1 2:1 | 6:0 8:0 | 5:3 9:0 | 9 | 0 | 1  | 52 — 17 | 18 |
|   | «Замоскворецкий» КС | 6:1 2:3 |         | 4:1 3:0 | 0:0 4:0 | 9:0 —   | 4:2 7:2 | 7 | 1 | 1  | 39 — 9  | 15 |
|   | СК «Замоскворечье»  | 3:8 1:6 | 0:3 1:4 |         | 4:2 3:1 | 2:5 5:1 | 4:3 7:4 | 5 | 0 | 5  | 30 — 37 | 10 |
| 4 | ОЛЛС                | 1:2 1:4 | 0:4 0:0 | 1:3 2:4 |         | 3:0 4:1 | 7:1 8:1 | 4 | 1 | 5  | 27 — 20 | 9  |
| 5 | «Мамонтовка»        | 0:8 0:6 | — 0:9   | 1:5 5:2 | 1:4 0:3 |         | 5:4 +:- | 3 | 0 | 6  | 12 — 41 | 6  |
| 6 | «Сокольнический» КЛ | 0:9 3:5 | 2:7 2:4 | 4:7 3:4 | 1:8 1:7 | -:+ 4:5 |         | 0 | 0 | 10 | 20 — 56 | 0  |

## Низшие уровни
- Кубок Вашке (II команды класса «А»)

Победитель — «Замоскворецкий» КС — II
- Кубок Миндера (III команды класса «А»)

Победитель — «Замоскворецкий» КС — III

### Кубок Мусси (класс «Б»)
Победитель — РГО «Сокол»
В переходном матче за право в будущем сезоне выступать в классе «А», победитель класса «Б» РГО «Сокол» проиграл худшей команде класса «А» — «Сокольническому» КЛ с разгромным счётом 1:8. Одержав победу в переходном матче, «Сокольнический» КЛ сохранил прописку в классе «А» на следующий год.
2. «Физическое воспитание» 3.«Благуша» 4. «Перово» 5. КВОД 6. СОБС
- Турнир для II команд класса «Б»

Победитель — «Физическое воспитание» — II